# گلفم خاتون
گُلفام خاتون (زاده ۱۴۹۷ مونته‌نگرو، درگذشتهٔ ۱۵۶۱ یا۱۵۶۲ قسطنطنیه) کنیز اول سلطان سلیمان قانونی بود.

## زندگی‌نامه
برخی معتقدند که او یک لهستانی سیسیلی و با نام اصلی روزالینا بوده‌است. در کتیبه عثمانی خود را به عنوان خاتون دختر عبدالله معرفی کرده‌است اما در آرامگاه او در اُسکُدار به عنوان خاتون دختر عبدالرحمن توصیف شده‌است. به این معنی که پدر او احتمالاً یک مسیحی بود که به اسلام گروید.
با توجه به مصاحبه با سعیده پریزاد تمروک اوغلو از نوادگان ماه دوران سلطان، او دختر یک شاهزاده آلبانیایی و نام اصلی‌اش عایشه بوده‌است.
گلفام خاتون در سال ۱۵۱۱ به عنوان همسر اول سلطان سلیمان انتخاب شد. اولین فرزند او، شاهزاده مراد در سال ۱۵۲۱ به دنیا آمد و در ۱۲ اکتبر همان سال بر اثر بیماری آبله در گذشت. بعد از آن گلفام خاتون دیگر نتوانست فرزندی بیاورد.

## مرگ
گفته می‌شود که او در سال ۱۵۶۱ بدستور سلطان سلیمان کشته شده‌است. بر روی سنگ قبر او کلمه «شهید مقدس» آمده‌است و دلیل مرگ او کاملاً مشخص نیست.در سال ۱۵۶۱ ساخت و ساز آرامگاه و مدرسه گلفام خاتون با پس‌انداز وی تکمیل شد که شامل ۳۴ اتاق، ۱۱ خانه، ۶ مغازه و یک باغ در آرامگاه است. این مجموعه در سال ۱۸۵۰ در آتش‌سوزی سوخت. نه سال پس از این آتش‌سوزی، مسجد جامع و مدرسه ابتدایی توسط عموم مردم در ۱۸۶۸–۱۸۶۹ دوباره بازسازی شد اما آرامگاه او ترمیم نشد. با این حال در سال ۱۹۳۰ به منظور ساخت و ساز جاده، مقبره و مدرسه تخریب شد. آرامگاه گلفام خاتون مناره ای ساده دارد و همراه مسجد در باغی قرار گرفته‌است.